# Alphonse Combes
Alphonse Pierre Charles Combes (* 18. November 1854 in Saint-Hippolyte-du-Fort; † 1907) war ein französischer Chemiker.
Er war ein Enkel von Charles Combes. Combes studierte ab 1874 an der École polytechnique und danach ab 1877 an der École des mines. Er war Professor für industrielle Chemie an der École municipale de physique et de chimie de Paris.
Er ist Namensgeber der Combes-Chinolinsynthese, die er 1888 beschrieb.
Combes war Mitglied der Société française de physique.